# El Mirador, Atoyac
El Mirador är en ort i Mexiko.   Den ligger i kommunen Atoyac och delstaten Veracruz, i den sydöstra delen av landet, 250 km öster om huvudstaden Mexico City. El Mirador ligger 885 meter över havet och antalet invånare är 332.
Terrängen runt El Mirador är huvudsakligen kuperad, men västerut är den bergig. Runt El Mirador är det ganska tätbefolkat, med 155 invånare per kvadratkilometer. Närmaste större samhälle är Córdoba, 13,3 km sydväst om El Mirador. Trakten runt El Mirador består till största delen av jordbruksmark.